# ユヴァスキュラ (小惑星)
ユヴァスキュラ (1500 Jyvaskyla) は小惑星帯に位置する小惑星。フィンランドの天文学者ユルィヨ・バイサラがトゥルクで発見した。
フィンランドの都市、ユヴァスキュラに因んで命名された。